# Alur Seuleumak
Alur Seuleumak is een bestuurslaag in het regentschap Aceh Timur van de provincie Atjeh, Indonesië. Alur Seuleumak telt 298 inwoners (volkstelling 2010).